# Българска национална асоциация по корабостроене и кораборемонт
Българската национална асоциация по корабостроене и кораборемонт (БНАКК) е доброволно сдружение с нестопанска цел в частна полза за подпомагане, насърчаване, представителство и защита на интересите на членовете си пред държавните и местните органи, пред администрации в страната и в международни организации.

## История
БНАКК е създадена по идея на клуб „Корабостроител – ветерани“ към „Териториалната организация на научно-техническите съюзи“ – Варна. Членове на „Инициативен комитет за учредяване на БНАКК“ са: инж. Йордан Дечев – дългогодишен директор на Корабостроителен завод „Георги Димитров“ – Варна и бивш генерален директор на ДСО „Корабостроене“, инж. Димитър Стоянов – председател на съвета на директорите на Корабостроителен завод „МТГ Делфин“ АД, ик. Георги Лилов – бивш генерален директор на ДСО „Корабостроене“, ик. Петър Кехайов – председател на клуб „Корабостроител – ветерани“, инж. Неделчо Вичев – изпълнителен секретар на „Териториална организация на научно-техническите съюзи“ – Варна. Учредително събрание е проведено на 28 април 2009 г. в зала 506 в „Дом на Науката и Техниката“ – Варна. Уставното наименование на БНАКК на английски език е „Bulgarian national association of shipbuilding and shiprepair“ (BULNAS), ЕИК/Булстат 175693861.

## Цели
БНАКК подпомага обновяването и въвеждането на нови производствени технологии, специализиран софтуер и европейски стандарти, като се цели оформянето на следното продуктово портфолио в българската корабостроителна и кораборемонтна индустрия:
- Проектиране, строителство и ремонтиране на кораби до 100 000 тона дедуейт;
- Проектиране, строителство и ремонтиране на танкери, продуктовози, кораби за насипни товари, контейнеровози, многоцелеви кораби, кораби за поддръжка на водни пътища (драгажни кораби, земснаряди, т.н.); патрулни кораби, влекачи, риболовни кораби, речни кораби, кораби за смесено плаване, самоходни и несамоходни баржи, пътнически кораби; плаващи стоманенобетонни съоръжения (понтони, кесони и др.) за пристанищни и заводски инфраструктурни проекти;
- Корабно и общо машиностроене; проектиране, производство, доставка и монтаж на бордова, локационна и навигационна апаратура и техника; производство на ел. двигатели, машини и съоръжения; проектиране, производство, доставка и монтаж на люкови закрития;
- Осъществяване на фундаментални и приложни изследвания, например на базата на графа на отказите („Fault Tree Analysis“, FTA) за моделиране/анализ на морски/офшорни конструкции и механизми;
- Разработване на предпроектни проучвания, изследвания и анализи; технически и работни проекти; адаптиране и доразвиване на готови проекти за строителството на кораби при условията на конкурентен корабостроителен завод, разработване на проектната документация на специализирани софтуерни програми: CAD/CAM и софтуер за анализ FEA („Finite element analysis“);
- Класификационна техническа компетентност, качество и услуги по целия свят.

БНАКК популяризира и възможностите за реализация в рамките на бранш „Корабостроене и кораборемонт“ в България: голям дял от дейността на бранша е насочена към чужбина, поради което липсва достатъчно информация за него в България.

## Значимост
БНАКК е най-голямото морско сдружение с нестопанска цел в България, в което членуват всички български корабостроителни и кораборемонтни заводи, заводи за корабно машиностроене, фирми със съпътстващи корабостроенето и кораборемонтна дейности, Висшето военноморско училище „Никола Йонков Вапцаров“ (ВВМУ), Техническият университет – Варна, както и класификационни, научни и проектантски организации. Общият брой на пряко заетите работници и служители във фирми от БНАКК е над 4 300 души, като допълнително около 5 000 души косвено работят по свързани с БНАКК проекти.

## Органи на управление
Органите на управление на Асоциацията са:
- Общо събрание (ОС),
- Управителен съвет (УС),
- Контролен съвет (КС).

### Общо събрание
Общото събрание е висшият орган на управление, свиква се най-малко един път годишно и се състои от всички членове на Асоциацията:
- Корабостроителни и кораборемонтни предприятия: ККЗ „МТГ Делфин“ АД; КРЗ „Одесос“ АД; „Булярд корабостроителна индустрия“ АД; „Корабостроителница Бургас“ ЕООД; „Русенска корабостроителница запад“ АД; „Терем – КРЗ Флотски Арсенал Варна“ ЕООД;
- Заводи за корабно машиностроене и други предприятия: „Корабно машиностроене“ АД; „Аполон Климат Инженеринг“ ООД; „Блек Сий Яхт Сервиз“ ООД; „Булмар Консулт“ ООД; ДЗЗД „Баланс шип електроникс“; „Джамбо“ ООД; „Евромаркет – БРД“ ООД; „Евро шипинг“ ООД; „Елтрак България“ ЕООД; „Интерком Груп“ ООД; „КРЕПЕЛ“ ООД; „Марина – СМ“ ЕООД; „Маринимпекс“ ЕООД; „Маяк – К“ ООД; „Морган“ ЕООД; „НПНС Индустриал“ EООД; „Ню Проджект“ ООД; „Пулсар – Янакиев“ ООД; „СТИВ Марийн Дивижън“ ЕООД; „Тева Марин“ ЕООД; „Транс – Мар Сървисиз“ EООД; „УЛА“ ООД; „Хелленика“ ООД; „Хидравлон – 1“ ЕООД; „Юта – Дик“ ООД;
- Класификационни организации, проектански организации и научни институти: „Ай Ен Ес Би – България“ ЕООД; „Български корабен регистър“ ЕАД; „Бюро Веритас България“ ЕООД; „Висше военноморско училище Никола Йонков Вапцаров“; „Врипак Енджиниъринг“ ЕООД; „ДНВ ГЛ България“ ЕООД; „ИХБ ШипДизайн“ АД; „Кеппел ФЕЛС Балтек“ ООД; „Лойдс Регистър ЕМЕА Клон“ КЧТ; „Морско проектиране“ ЕООД; „Рина България“ ЕООД; „Смарт Дизайн 2006“ ООД; „Териториална организация на научно-техническите съюзи“ – Варна; „Технически университет“ – Варна; „Център по хидро- и аеродинамика“ (ЦХА) – Варна към „Институт по металознание, съоръжения и технологии Академик Ангел Балевски“ – Българска академия на науките (БАН);
- Почетни членове: инж. Димитър Стоянов, инж. Златко Бакалов, инж. Гето Маринов.

### Управителен съвет
Председател на Управителния съвет от 2015 г. е Светлин Стоянов. Членове на Управителния съвет са:
- Светлин Стоянов – Изпълнителен директор на ККЗ „МТГ – Делфин“ АД,
- Иван Даскалов – Изпълнителен директор на „Корабно машиностроене“ АД,
- Сашо Добрев – Изпълнителен директор на „Булярд корабостроителна индустрия“ АД,
- Георги Тенев – Главен юрист на КРЗ „Одесос“ АД,
- Георги Георгиев – Управител на „Булмар консулт“ ООД,
- Веселин Ненков – Управител на „Морско проектиране“ ЕООД,
- Неделчо Вичев – Изпълнителен секретар на „Териториална организация на Научно-техническите съюзи“ – Варна (ТО на НТС – Варна).

### Контролен съвет
Членове на Контролния съвет са:
- Пламен Джамбазов – Управител на „Джамбо“ ООД,
- Флотилен адмирал проф. д.в.н. Боян Медникаров – Началник на ВВМУ „Н. Й. Вапцаров“[5],
- Людмил Стоев.

### Председатели на Управителния съвет
| Председател     | Мандат      |
| --------------- | ----------- |
| Светлин Стоянов | 2009 – 2012 |
| Иван Даскалов   | 2012 – 2015 |
| Светлин Стоянов | 2015 –      |

## Членство в международни организации
БНАКК е член в редица международни организации, сред които са:
- CESA – Общност на асоциациите на европейските корабостроителни и кораборемонтни заводи;
- SEA Europe ASBL – Асоциация по корабостроене и морско оборудване.